# デスナイト
デスナイト（Death Knight）
1. 『ダンジョンズ&ドラゴンズ』のアンデッドモンスター。『ドラゴンランス』のソス卿が有名。
2. 『続・ダンジョンマスター カオスの逆襲』のモンスター。亡霊に動かされる鎧一式。両手で2本の剣を使う。1作目の「Animated Armour」（鎧兜の形状が異なるが、鎧が2本の剣を使うのは同様）も日本の書籍などではデスナイトとなっている。
3. 『ウォークラフト』シリーズのアンデッドユニット。
4. 『タクティクスオウガ』の敵専用クラス。死後、実験によって不完全ながら蘇生された騎士。
5. 『ファイナルファンタジータクティクス 獅子戦争』に追加された敵専用クラス。悪魔の加護を得た騎士。
6. 『リネージュ』のボスモンスター。
7. 『オーバーロード』の主人公、アインズ・ウール・ゴウンが使うスキルで出現するモンスター。

## 概要
アンデッドモンスターで、その外見は骸骨が金色に輝く鎧と盾を身に纏っており、振れば轟音を伴う蒼雷の剣を持つ。持っている剣はルーンブレイドである、デスナイトフレイムブレードである、などの複数の説がある。

### 発生の由来
デスナイトの発生の由来には諸説あるが、特に有名なのは二つである。
1. ドラゴンを倒したナイトが、その時のドラゴンの返り血を浴びて呪われた。
2. メインランドダンジョン内でオリムを探している四賢者のうち、「カスパー」、「バルタザール」、「メルキオール」が創り出し、オリムを探させている（FromJapan）。